# زمین‌لرزه ۲۰۲۳ نوتو
در ۵ مه ۲۰۲۳، زمین‌لرزه‌ای با قدرت MJMA 6.5 یا Mw 6.3 در استان ایشیکاوا، ژاپن رخ داد. این زمین‌لرزه در ۴۹ کیلومتری (۳۰ مایل) جنوب شرقی آنامیزو، شهرستان هوسو و سوزو نزدیکترین شهر به مرکز زمین‌لرزه، واقع شده است.